# Cerrigydrudion
Cerrigydrudion est un village et une communauté du borough de comté de Conwy, au pays de Galles.
Il est situé dans le sud-ouest du borough de comté, près de la route A5. Au recensement de 2011, la communauté de Cerrigydrudion comptait 740 habitants.